# Sussuapara
Sussuapara é um município brasileiro do estado do Piauí. 

## Geografia
Localiza-se a uma latitude 07º02'36" sul e a uma longitude 41º23'02" oeste, estando a uma altitude de 240 metros. Sua população estimada em 2004 era de 5 483 habitantes.
Possui uma área de 208,72 km².